# Джеремая Кларк
Джеремая Кларк (англ. Jeremiah Clarke; 1674, Лондон — 1 грудня 1707, Лондон) — англійський бароковий композитор та органіст.

## Біографія
Вважається, що Джеремая Кларк народився в Лондоні близько 1674 року. Джеремайя був учнем Джона Блоу у Соборі Святого Павла. Пізніше він став органістом в королівської співочої капелі (англ. Chapel Royal). Після смерті на цьому місці його змінив Вільям Крофт.
Кларк найбільше відомий за твором «Марш принца данського» (англ. Prince of Denmark’s March), який часто називають «Соло для труби» (англ. Trumpet Voluntary), який був написаний близько 1700 року. Приблизно з 1878 по 1940-і роки цей твір приписували Генрі Перселлу. Цей твір дуже популярний в Англії як весільний, зокрема для королівських персон.
Існує твір Trumpet Tune in D (також невірно приписуваний Генрі Перселлу), частина напів-опери The Island Princess який був спільною роботою Кларка і Деніела Перселла (молодшого брата Генрі Перселла) — можливо, звідси і йде плутанина.

## Самогубство
«Жорстока і безнадійна пристрасть до дуже красивою леді станом вище займаного самим» змусила його накласти на себе руки. Перш ніж застрелитися, він думав про повішення або утоплення. Для того, щоб вирішити свою долю, він кинув монету, однак монета впала ребром в бруд. Джеремайя вибрав третій спосіб смерті. Він застрелився на соборному цвинтарі. Самогубців не прийнято ховати на освяченої землі, але для Кларка був зроблений виняток і його поховали в склепі собору Святого Павла (хоча інші джерела стверджують, що він був похований поза освяченої частині соборного цвинтаря).

## Твори
- Музика для клавесина і органу.
- Меси та інша релігійна музика (включаючи 20 гімнів і ряд од).
- Марш принца Данського, відомий як «Trumpet Voluntary».
- Trumpet Tune in D, з «напів-опери»  The Island Princess .
- Марш короля Вільгельма.

## Цікаві факти
Всесвітньо відому славу «Trumpet Voluntary» отримало завдяки її використанню як позивного сигналу радіостанцією Бі-Бі-Сі. Дані інтерпретації для труби, струнних і органу, зробив Генрі Вуд.